# لوك كومبز
لوك كومبز (بالإنجليزية: Luke Combs)‏ هو مغن مؤلف ومغني وكاتب أغاني أمريكي، ولد في 2 مارس 1990 في تشارلوت في الولايات المتحدة.

## وصلات خارجية
- الموقع الرسمي
- لوك كومبز على موقع IMDb (الإنجليزية)
- لوك كومبز على موقع ميوزك برينز (الإنجليزية)
- لوك كومبز على موقع أول ميوزيك (الإنجليزية)
- لوك كومبز على موقع ديسكوغز (الإنجليزية)
- لوك كومبز على موقع قاعدة بيانات الفيلم (الإنجليزية)